# Volhynie
Pour les articles homonymes, voir Volhynie (homonymie).
 (juin 2025).
Si vous disposez d'ouvrages ou d'articles de référence ou si vous connaissez des sites web de qualité traitant du thème abordé ici, merci de compléter l'article en donnant les références utiles à sa vérifiabilité et en les liant à la section « Notes et références ».
La Volhynie ou Volynie (en ukrainien : Волинь (Volyn) ; en polonais : Wołyń ; variantes latinisées : Lodomérie ou Lodomirie) est une entité géographique et culturelle dans le Nord-Ouest de l’Ukraine. L’oblast de Volhynie actuel ne couvre qu'une partie de la région historique. C’est une des premières régions d’Europe à avoir été habitée par des Slaves orientaux. 
L'origine du nom de Volhynie se rapporte sans doute au château légendaire de Volyn, un donjon de la Rus' de Kiev construit au XIe siècle. La variante latinisée « Lodomérie » (ou « Lodomirie ») vient du nom de la demeure seigneurale de Volodymyr, anciennement Ladomir. La désignation du royaume autrichien de Galicie et de Lodomérie (bien qu'il ne comprît pas la Volhynie) est due au titre des rois de Hongrie au Moyen Âge tardif.

## Géographie
Le territoire de la Volhynie s'étend des rives du fleuve Boug à l'ouest jusqu'au bassin de la Teteriv, près de la ville de Jytomyr, à l'est. La partie nord, bordée de forêts et de marécages, se caractérise par l'absence même de relief ; au sud s'étendent les contreforts des Carpates orientales. La région confine à la Polésie au nord et à la Galicie et à la Podolie au sud.
La rivière principale est le cours supérieur de la Pripiat avec ses affluents, dont la Styr, l'Horyn et la Sloutch. Les plus grandes villes sont Kovel, Loutsk, Novovolynsk, Rivne, Kremenets, Doubno, Sarny, Novohrad, Korosten et Volodymyr.

## Histoire

### Origines
La future Volhynie, peuplée de Scythes dans l’Antiquité, voit arriver les Goths au IVe siècle, les Slaves au Ve siècle et les Alains au VIIe siècle. De la synthèse de ces peuples naissent les peuples Doulèbe et Drevliens, de langue slave, adorateurs du dieu Péroun. Vivant dans des villages et des fortins en bois, agriculteurs, éleveurs et trappeurs exportateurs de fourrures, ils sont christianisés au Xe siècle dans le giron de Constantinople. 
Selon la Chronique de Nestor, la tribu slave des Volhyniens (en ukrainien : Волиняни) s'installe dans la région au Xe siècle ; leur territoire s'étend entre la zone des Vislanes sur le cours supérieur de la Vistule à l'ouest jusqu'à la région des Drevliens à l'est. En 907, ils participent à la campagne du prince Oleg de Kiev contre « les Grecs » à Constantinople. Les Volhyniens sont également mentionnés par le polygraphe arabe Al-Mas'ûdî vers l'an 956. Le siège principal de la société tribale, le château de Volyn, se trouvait probablement sur la rive du Boug près de Hrubieszów. 
En 981, les troupes du grand-prince Vladimir Ier conquièrent les domaines à l'ouest du Boug, la future Ruthénie rouge. Six ans après, il fait construire le château fort de Volodymyr qu'il cède à son fils Vsevolod (de). Entre 1018 et 1031, le duc Boleslas Ier de Pologne occupe la Ruthénie rouge en vainquant les forces du grand-prince Iaroslav le Sage. La forteresse de Volyn est mentionnée pour la dernière fois en 1077 ; ensuite, la résidence seigneuriale est établie à Volodymyr (nommée d'après Vladimir Ier).

### Principauté

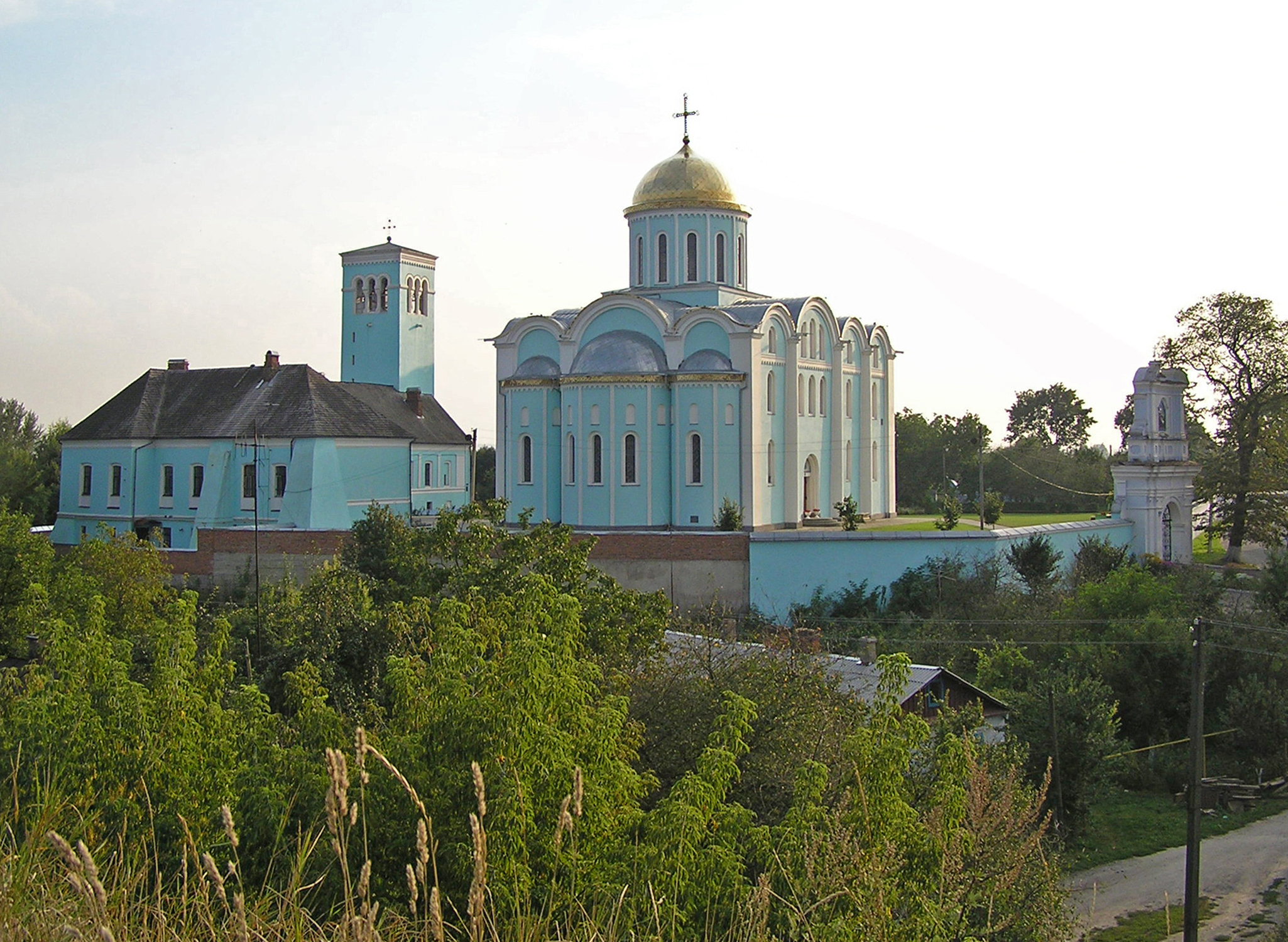
La cathédrale de l'Assomption à Volodymyr, construite vers 1160.

Les débuts de l’histoire de la Volhynie proprement dite sont marqués par l’émergence des principautés de Halytch (Galicie) et de Volodymyr (Volhynie) qui échappent au contrôle des grands-princes de Kiev après la mort de Iaroslav le Sage en 1054. Sous le règne de ses fils, les pays sont frappés par des guerres fratricides. Vers l'an 1084, pendant le règne du grand-prince Iaropolk de Kiev sur la Volhynie, des principautés indépendantes émergent à Przemyśl, Terebovlia et Zvenyhorod au sud-ouest. En 1141, le prince Vladimirko les réunit au sein d'une seule principauté et transfère la capitale à Halytch, d'où vient le nom de Galicie. 
La Volhynie et la Galicie fusionnent en 1199 sous le règne du prince Roman Mstislavitch dit « le Grand » pour former la Principauté de Galicie-Volhynie qui devient rapidement l’État le plus puissant de l'Europe de l'Est et s'empare de Kiev sous Daniel de Galicie. Ce dernier prend le titre de roi en 1253.

### La domination lituanienne

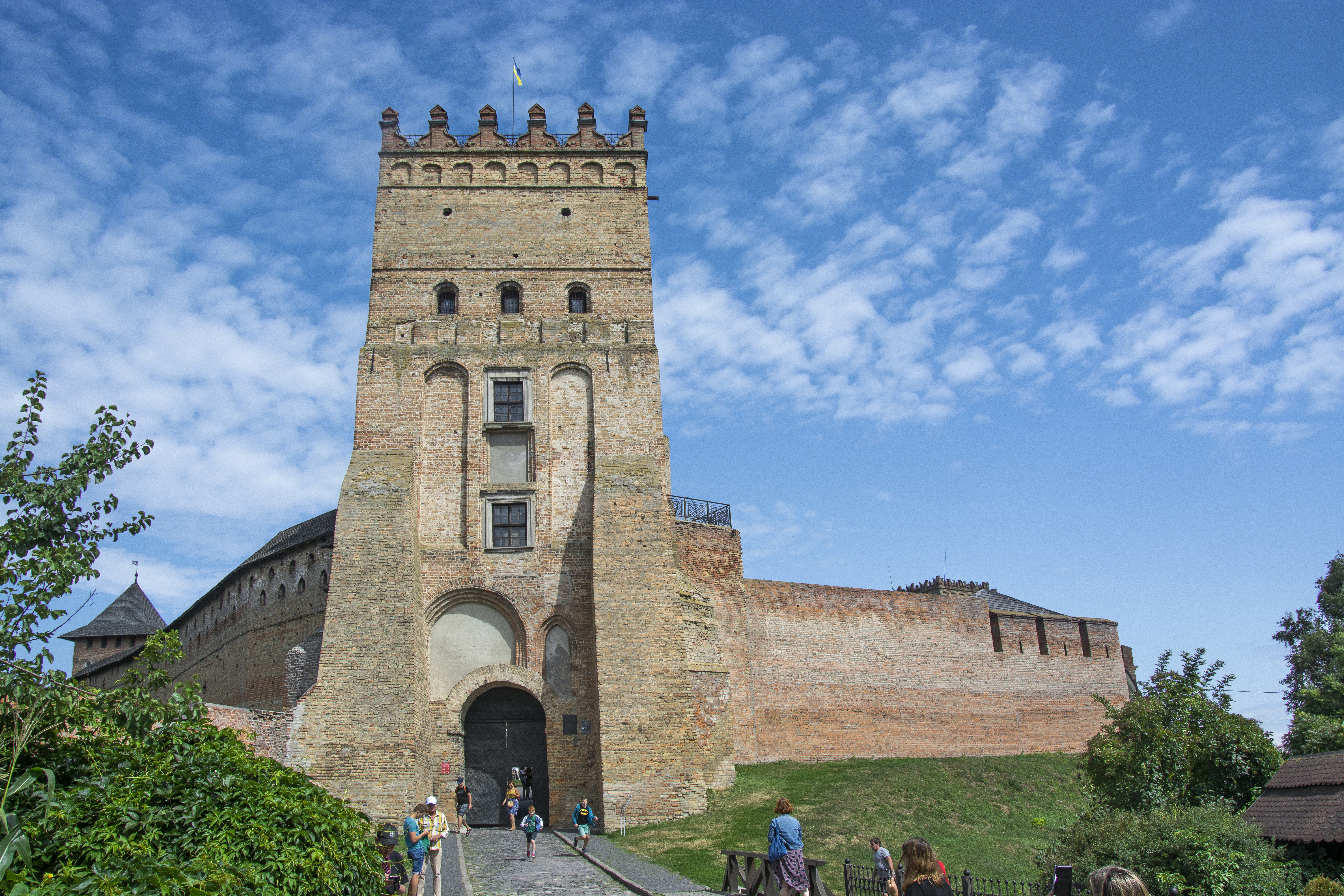
La tour portière du château de Loutsk.

Après la mort du dernier roi de la dynastie fondée par Roman le Grand vers 1340, la Pologne et la Lituanie se partagent la région. La Pologne s’empare de l’Ouest de la Volhynie, la Lituanie de l’Est de la région. Dans la seconde partie du XVIe siècle, la Volhynie devient une province de la république des Deux-Nations. De nombreux Polonais et Juifs qui avaient été, après leurs différentes expulsions d’Europe occidentale, accueillis par les rois de Pologne s’installent dans la région. Des églises catholiques de rite latin sont érigées dans la région. Au XVIIe siècle, une partie de Volhyniens orthodoxes, las d’être considérés comme des sujets de second ordre dans un royaume catholique, reconnaissent l’autorité du pape (c’est l’union de Brest) mais en gardant leurs rites orientaux et le mariage des prêtres : c’est le début de l'Église grecque-catholique ukrainienne. Des mennonites allemands s’installent également en Volhynie au XVIIIe siècle.

### La période russe

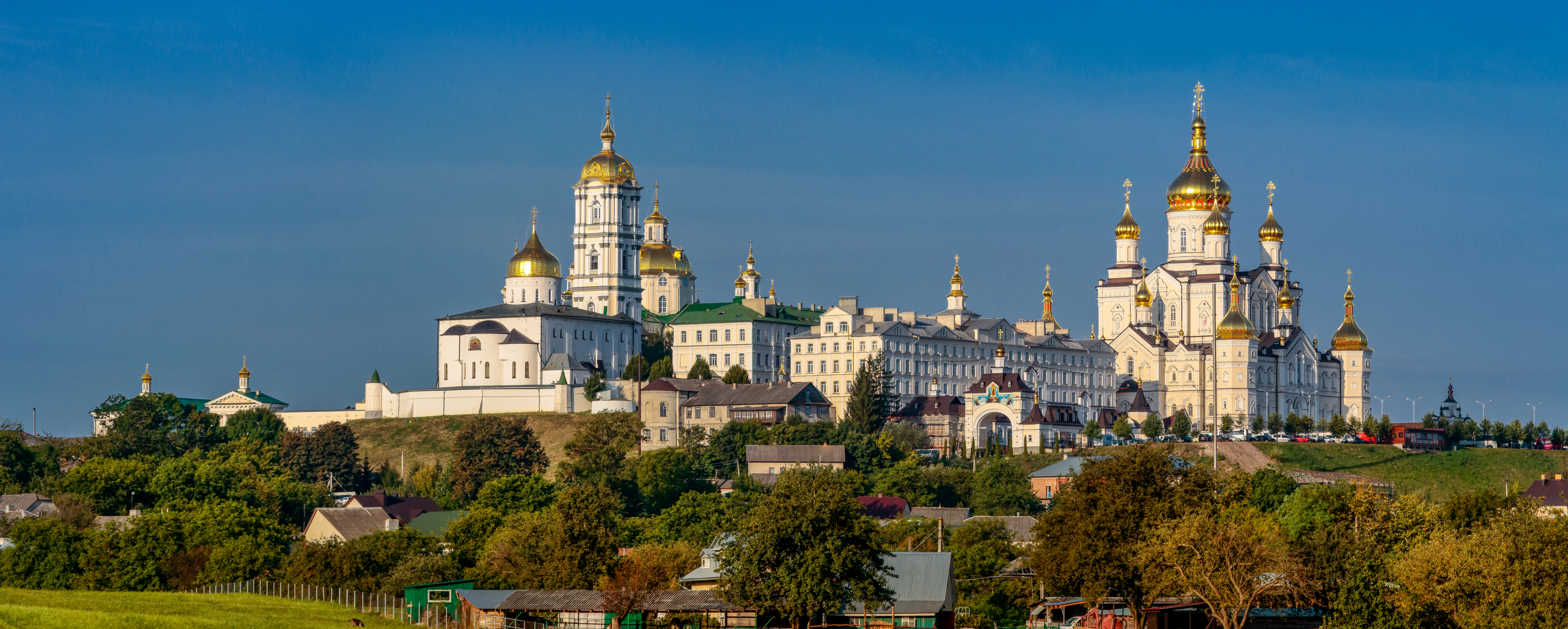
La laure de Potchaïv.

Après le troisième partage de la Pologne en 1795, la Volhynie est rattachée à la Russie en tant que gouvernement. À la fin du XIXe siècle, la Volhynie compte plus de 200 000 colons allemands, un grand nombre d’entre eux ayant émigré depuis la Pologne russe[réf. nécessaire]. Un petit nombre de colons tchèques s’installe également dans la région. Mais la minorité de loin la plus importante est celle des Juifs ashkénazes.

### La Volhynie auXXesiècle
En 1921, après la guerre russo-polonaise de 1920, la Volhynie revient à la Pologne et devient la voïvodie de Volhynie (1921-1939).
En septembre 1939, après la signature du Pacte germano-soviétique, l’Allemagne nazie et, deux semaines plus tard, l’Union soviétique envahissent la Pologne. La Volhynie passe sous administration soviétique et, le 4 décembre 1939, devient l’oblast de Volhynie, subdivision de la république socialiste soviétique d'Ukraine. 
Le départ vers les territoires sous domination allemande des habitants d'origine allemande "Volksdeutsche" assez nombreux dans la région est organisé au cours de l'hiver 1939-1940.
Le territoire est soviétisé comme l'ensemble de la partie de la Pologne attribuée à l'URSS.
En juin 1941, l’Allemagne nazie envahit et occupe la région (c’est l’opération Barbarossa). Durant l’occupation allemande de la Volhynie, 350 000 Juifs de la région sont exterminés par les Allemands et leurs supplétifs ukrainiens. Les mouvements nationalistes ukrainiens, l'UPA branche armée de l'Organisation des nationalistes ukrainiens et polonais, se développent fortement dans la région. En 1942 en Volhynie, l'Armée insurrectionnelle ukrainienne est créée qui combat successivement, pour les Allemands (collaboration en Ukraine durant la Seconde Guerre mondiale), puis contre les Allemands (après la guerre, les combats contre les Soviétiques se poursuivent jusqu'à 1954). Également pendant la guerre, des combats éclatent entre les miliciens ukrainiens et polonais, ce qui a pour conséquence le massacre de milliers de civils polonais au cours de la tragédie volhynienne.
Après la Seconde Guerre mondiale, l’annexion de la Volhynie par l’Union soviétique n’est pas remise en cause, en dépit de l’action des mouvements de résistance ukrainiens, durement réprimés par les troupes spéciales du NKVD.
Depuis la dislocation de l’Union soviétique, en décembre 1991, l’oblast de Volhynie est naturellement attribué à l’Ukraine indépendante. Au sein de celle-ci, la Volhynie soutient plutôt la révolution orange en 2004, contrairement aux régions orientales et méridionales du pays.